# Elementálok
Általánosságban az elementál olyan szellemi lény, amely természeti erőket személyesít meg és amely saját elemének természeti erőit uralja.

## Történelmük
Az elementál elképzelését Paracelsus dolgozta ki részletesen XVI. századi munkáiban, de e misztikus lények leírása a kor európai reneszánsz okkult és alkímiai irodalmában is megjelent. A klasszikus paracelsusi megközelítés alapján négy elementál kategória létezik: a manók, a sellők, a szilfek (vagy tündérek) és a szalamandrák. Ez egybecseng az őselemekkel, melyek: a Föld, a Víz, a Levegő és a Tűz. Az éter nem lett elementálhoz rendelve. A fogalom alkímiai elemekhez társított lényekre is használatos különféle forrásokban és kommentárokban.
A paracelsusi elképzelés azonban sokkal régebbi mitológiai és vallási hagyományokig nyúl vissza. Nyomai megtalálhatók a népi folklórban, az animizmusban és az antropomorfizmusban. Az ókorban az az általános szemlélet volt az uralkodó, hogy az alapelemekből, vagy őselemekből épül fel a Természet és ez komoly befolyással bírt a középkori természetfilozófiákra is. Habár Paracelsus ezeket a régi alapvetéseket, az elemi lények már létező népi elnevezéseit használja, ezt úgy teszi, hogy új ideákat is felvonultat, melyek kibővítik filozófiai rendszerét. A homunculus is egy ilyen paracelsusi idea, mely korábbi alkímiai, tudományos, és népi hagyományokban gyökerezik.

### Paracelsus
A XVI. században a Liber de Nymphis, sylphis, pygmaeis et salamandris et de caeteris spiritibus című alkímiai művében Paracelsus a négy elemhez tartozó mitológikus lényeket azonosított. Ez a könyv a Philosophia Magna részeként jelent meg 1566-ban, Paracelsus halála után. Azért írta e könyvet, hogy "leírja azokat a teremtményeket, amelyek a természet világának észlelésén kívül esnek, azt, hogy hogyan lehet felfogni Isten eme bámulatos teremtményeit." Azt állítja, hogy sokkal üdvösebb ezen "isteni dolgokat" leírni, mint mondjuk a kardvívást, az udvari etikettet ismertetni, vagy a lovasságot bemutatni, vagy más világi időtöltésekkel foglalatoskodni. A következő archetipikus lényeket írta le a négy elem vonatkozásában:
- Manók, a föld elem lényei
- Sellők, a víz elem lényei
- Szilfek, a levegő elem lényei
- Szalamandrák, a tűz elem lényei

Az elementálok koncepciójának megfogalmazásakor Paracelsus valójában még nem használta az "elementál" fogalmát, illetve annak német megfelelőjét. Nem tekintette őket szellemeknek, hanem az élőlények és a szellemek közöttieknek, melyek általában láthatatlanok az emberek számára, de fizikai és rendszerint humanoid testük van, esznek, alszanak és ruhát is viselnek, mint az emberek. Hétköznapi neveket adott az egyes elementál típusoknak, úgy hivatkozott rájuk, mint "vizi emberek", "hegyi emberek" és így tovább. Alapvető osztályozásuk a Liber de Nymphis II. traktátusának első oldalán található és élőhelyükön alapszik. A következő neveket adta nekik:
| Név        | Latin név            | Magyar név  | Elem   |
| ---------- | -------------------- | ----------- | ------ |
| Nimfa      | Nymphis (Undina)     | Sellő       | Víz    |
| Szilf      | Sylphis (Sylvestris) | Tündér      | Levegő |
| Pigmeus    | Gnomus               | Manó        | Föld   |
| Salamander | Vulcanus             | Szalamandra | Tűz    |

A gnomus, undina, és sylph elnevezések Paracelsus műveiben jelennek meg először, bár az undina elég nyilvánvalóan a latin unda ("hullám") szó származéka. Megjegyzi, hogy az undinék az emberhez hasonló méretűek, míg a szilfek durvábbak, gorombábbak, magasabbak és erősebbek. A gnómok alacsonyak, míg a szalamandrák magasak, vékonyak. Úgy tartják, hogy az elementálok úgy mozognak a saját elemükben, mint az emberek a levegőn. A gnómok például át tudnak menni a falakon, a talajon és a sziklákon. A szilfek elképzelése áll a legközelebb az emberhez, mert úgy mozognak a levegőben, mint mi, míg a tűzben elégnek, a víz megfojtja őket, a földbe pedig beszorulnak. Paracelsus kifejti, hogy mindegyik erőben van egyéni "káoszában",
Paracelsus úgy gondolta, hogy az emberi lények három részből állnak: elemi (fizikai) testből, sziderikus (asztrál) testből és egy halhatatlan isteni lélekből. Az elementálok nem rendelkeznek az utóbbival, a halhatatlan lélekkel, ugyanakkor egy emberi lénnyel való egyesülésből származó utód birtokolhat lelket.

### Agrippa von Nettesheim
Pár évtizeddel Paracelsus előtt Agrippa von Nettesheim az 1531 és 1533 között kiadott De Occulta Philosophia című művében szintén írt a négy elemnek megfeleltetett szellemekről, noha ő még nem adott egyedi elnevezéseket az egyes csoportjaiknak: "Ugyanúgy több rendbe sorolódnak, így egyesek tüzesek, némelyek vizenyősek, mások légiesek, megint mások földiek." Agrippa terjedelmes listát közölt efféle mitologikus lényekről, habár nem adta meg, hogy melyikük melyik elem-osztályba tartozik. Paracelsushoz hasonlóan ő sem használta még önmagában az "elemi lény" fogalmát.

### Comte de Gabalis
Az 1670-ben megjelent francia okkult filozófiával foglalkozó szatíra, a Comte de Gabalis, kiemelkedett a paracelsusi elementál-elmélet népszerűsítésében. Különösen a Paracelsus által is tárgyalt elementál-házasság elképzelésére fókuszált. A könyvben a Kabbala grófja magyarázza el rendtagjainak (melyhez állítólag Paracelsus is tartozott), hogy tartózkodjanak az emberekkel való házasulástól, hogy megőrizzék függetlenségüket és hogy lelküket az elementáloknak szentelhessék. A Comte de Gabalis a sylphide kifejezést használja a női szilfekre és a gnomide-t a gnómokra. Férfi nimfák (mely kifejezést a paracelsusi "undine" helyett használja) az írás szerint ritkák, és női szalamandrát is ritkán látni.

### Rózsakeresztesek
A Fama Fraternitatis, első nyilvános híradásként, Christian Rosenkreutz életútjának leírásában utal arra, hogy az araboknál tett útjai és tanulmányai során, Fezben ismereteket szerzett az elemi lények mibenlétét illetően.
William Godwin(en) anarchista filozófus szerint a rózsakeresztesek képesek voltak látni az elemi lényeket. A társaságukba való fölvétel előtt a jelentkezők szemét meg kellett tisztítani a Panaceával vagy más néven az Univerzális Orvossággal, azzal a legendás alkímiai szubsztanciával, melynek csodatévő gyógyító erőt tulajdonítottak. Üveggömböt is preparáltak a négy elem egyikével és egy hónapon keresztül napoztatták. Ezek után a beavatást nyert azonnal számtalan elemi lényt láthatott. Ezek az elementálként ismert lények állítólag tovább éltek, mint az emberek, de ugyanúgy halandók voltak. Ha azonban egy elementál egybekelt egy halandó emberrel, akkor mindketten halhatatlanná válhattak. Ez fordítva is működött, mert ha egy elementál frigyre lépett egy halhatatlan lénnyel, akkor a halhatatlan halandóvá lehetett. A rózsakeresztesekhez csatlakozás egyik feltétele állítólag szüzességi fogadalom volt abban a reményben, hogy majd egybekelhet egy elementállal (és ezáltal halhatatlanságot nyerhet).

### Modern kor
Korunkban is vannak olyanok, akik tanulmányozzák és szertartások keretén belül megidézik az elementálokat. Ilyen gyakorlatot folytatnak például az újpogány és boszorkány vallások, például a Wicca, a mágia művelői, illetve a természeti vallások követői. Ezen kívül a teozófia, az antropozófia és a modern-kori Rózsakeresztes rend is tanítja az őselemek és az elemi lények alapvető összefüggéseit.

## A művészetben és szórakoztató iparban
Paracelsus nyomán az elementálok a romantikus irodalom népszerű szereplői lettek. Még a XVII. században is megjelennek elemi lények John Dryden műveiben, illetve a Comte de Gabalis-ban. Alexander Pope az elementál-tan forrásaként a Comte de Gabalis-ra hivatkozik a The Rape of the Lock című 1712-ben megjelent versében:
Mert halld: a büszke szép ha véghez ér,
A négy elembe lelke visszatér:
A szenvedélyest tűz fogadja be,
Szalamandrává lesz, mi lényege.
A vízbe száll a gyöngéd léte át,
Nimfákkal szürcsöl tengeri teát,
Az álszent gnómként földbe süllyed el,
S fel-felbukkanva bút hint, bajt kever.
A kis kacér mint szilf bont szárnyakat,
Csapongva száll a tágas ég alatt.
Fouqué's 1811-ben megjelent novellája, az Undine az egyik legnépszerűbb és legnagyobb hatású irodalmi példa. Másik példa a DC Comics szuperhős csapata, mely Gnóm, Szilf, Szalamandra, és Undina karakterekből áll össze.
Michael Moorcock 1972-es novellájában, az Elric of Melniboné-ban is megjelennek a négy klasszikus elemmel rokonítható elementálok, valamint a 70-es években Dungeons and Dragons néven szerepjátékban is szerepeltek. Az elképzelés azóta elterjedt és számos egyéb fantasy regény, videójáték, számítógépes játék és gyűjtögetős kártyajáték részévé vált.
Az Elementálok szerepet kapnak a Marvel Comics képregényeiben is, valamint ezzel összefüggésben szerepelnek a 2019-es Pókember: Idegenben című amerikai szuperhősfilmben is.

## Fordítás
- Ez a szócikk részben vagy egészben  az   Elemental című angol Wikipédia-szócikk fordításán alapul.  Az eredeti cikk szerkesztőit annak laptörténete sorolja fel. Ez a jelzés csupán a megfogalmazás eredetét és a szerzői jogokat jelzi, nem szolgál a cikkben szereplő információk forrásmegjelöléseként.